# Celio Piccolomini
Celio Piccolomini (ur. w 1609 w Sienie, zm. 24 maja 1681 tamże) – włoski kardynał.

## Życiorys
Urodził się w 1609 roku w Sienie, jako syn Alessandra Piccolominiego i Lucreazii Ugurgieri. Studiował na Uniwersytecie w Sienie, gdzie uzyskał doktorat z prawa. Po studiach udał się do Rzymu, gdzie praktykował prawo i wstąpił na służbę do Kamery Apostolskiej. Następnie został osobistym szambelanem Aleksandra VII i kanonikiem bazyliki watykańskiej. 16 października 1656 roku został wybrany tytularnym arcybiskupem Cezarei, a 13 dni później przyjął sakrę. Dwa tygodnie później został mianowany nuncjuszem apostolskim we Francji. Jego zadaniem było doprowadzenie do pokoju pomiędzy Francją a Hiszpanią i uzyskanie wsparcia Węgier przeciwko Turkom. Około 1663 roku wyjechał z Paryża i udał się do Cambrai. 14 stycznia 1664 roku został kreowany kardynałem prezbiterem i otrzymał kościół tytularny San Pietro in Montorio. 18 marca 1671 roku został arcybiskupem Sieny. Zmarł 24 maja 1681 roku w Sienie.